# Almudaina de Gomera
Almudaina de Gomera, llamado también El Temple, Castillo del Temple y, a veces, antiguamente, también Almudaina Gumara, es una antigua fortificación islámica levantada en Palma de Mallorca que, tras la Conquista de Mallorca por Jaime I, estuvo controlada por la Orden del Temple, razón del nombre. Construida en el siglo xii, después de la cruzada de Mallorca de 1114, se fue desmantelado a partir del siglo xix, cuando el Estado la vendió a particulares. 
Del recinto histórico actualmente solo se conservan restos de la capilla tardorrománica, del muro entre edificios modernos y, especialmente, la puerta de acceso a la ciudad que presenta dos torres en sus flancos llamadas Torres del Temple. Ambas fueron declaradas Bien de Interés Cultural en 2004, y así como la capilla que alberga el antiguo recinto.

## Descripción

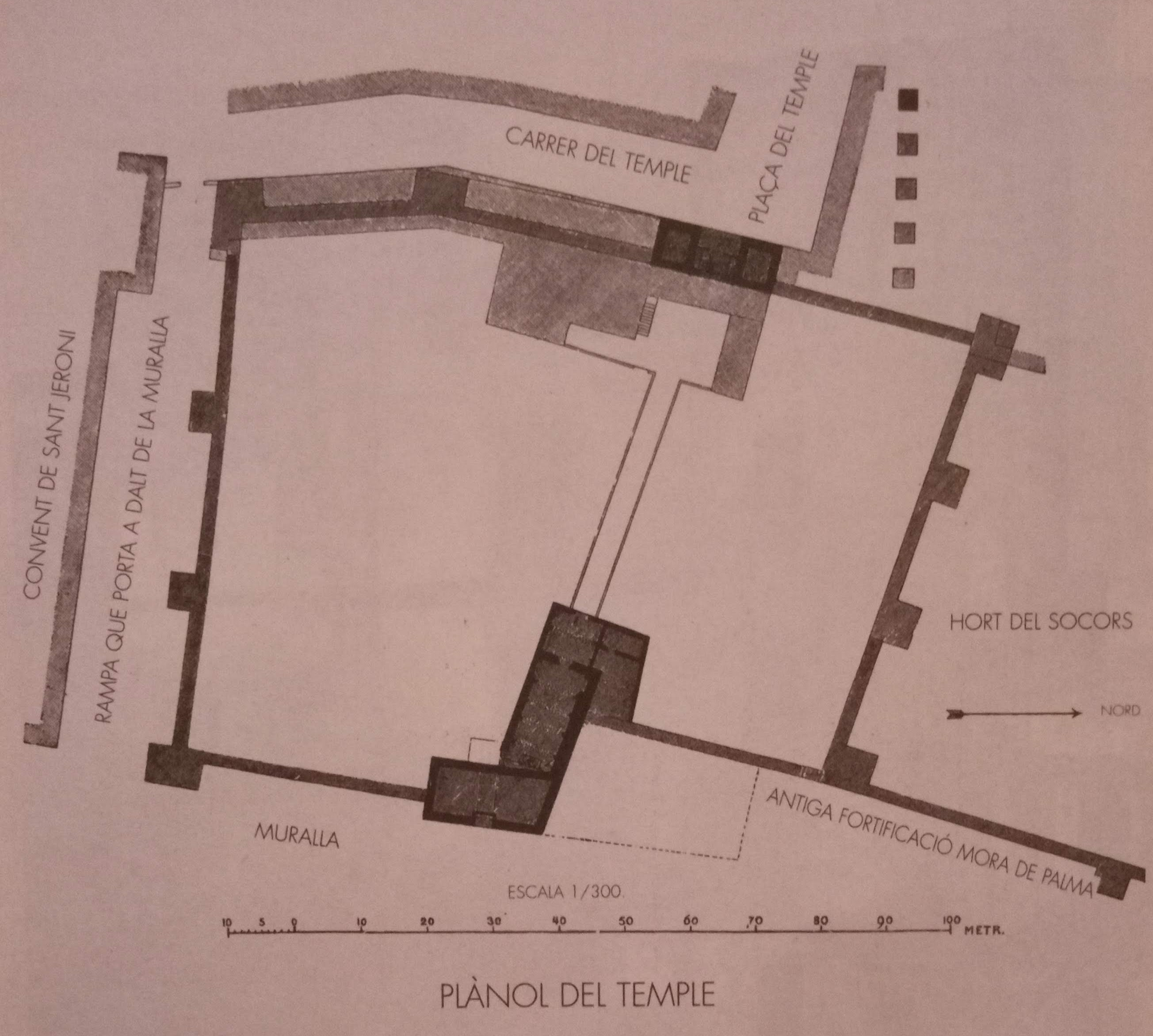
Plano de la fortaleza incluido en el Die Balearen

El núcleo originario de la fortificación lo formaba un recinto amurallado, contiguo a la muralla de la ciudad, jalonado con trece torres de defensa y dos puertas: una comunicaba el recinto con la ciudad y otra comunicaba el recinto con el exterior, de modo que constituía uno de los ocho accesos a la ciudad islámica. Todo el recinto cuadrangular, de unos 95 m en los lados largos, se configuraba como un gran patio interior rodeado de muros. Tras la conquista de la ciudad, los templarios construyeron una capilla de estilo tardorrománico y la casa del comendador.
Durante el siglo XVIII, convertido en cuartel, sufrió una reforma, proyectada en 1728 por el ingeniero militar Martín Gil de Gaínza Echagüe, que añadió un aljibe, una cocina, un baño y lavaderos, además del edificio del cuartel, el cual, de sin embargo, nunca llegó a construirse. En 1820, el Estado lo vendió y desde entonces empezó la urbanización de los huertos del recinto.

En 1882, cuando el muro oriental del recinto ya había desaparecido, urbanizado y las torres de la puerta transformadas en vivienda (aunque todavía se mantenían buena parte de los huertos y jardines), el Archiduque Luis Salvador publicó el volumen del Die Balearen referido a la ciudad haciendo esta descripción:
La entrada principal [del Temple] da a la plazoleta del mismo nombre y, aunque encalado y modernizado, el edificio, actualmente modesto, con las dos torres junto a la entrada, recordaría todavía el carácter de su antiguo origen caballeresco, aunque no hiciera memoria un antiguo escudo de armas de los templarios. Un arco redondo conduce a un jardín que queda rodeado por el patio del edificio antiguo. Ante la entrada, al final del jardín, se encuentra el antiguo oratorio del Temple, notablemente pequeño [...] Dentro del jardín, entrando a la derecha, hay siete magníficas palmeras, sin duda el grupo más hermoso de la ciudad, las cuales a menudo también están cargadas de espléndidas uvas de dátiles. La antigua fortificación de alrededor tiene hacia afuera una pared, que en parte amenaza ruina, reforzada por cuatro torres cuadradas adicionales, y un portal antiguo, un edificio cuadrangular en forma de torre, ahora hundido hasta la mitad en los escombros de la muralla, con la que colisiona.
En 1885 se edificó una nueva iglesia encima de la antigua capilla, y a lo largo de finales de este siglo y de la primera mitad del siglo xx se fue edificando todo el resto del perímetro de la manzana, aunque en el interior todavía permanece un gran jardín particular. Actualmente de la antigua fortificación sólo se conserva el portal de acceso interior flanqueado por dos torres (las llamadas Torres del Temple, por ser las dos únicas que se conservan), restos de la capilla original (una muestra única del románico en la isla), parte del muro del portal exterior (debajo del ábside de la nueva capilla) y una torre en la parte norte, absorbida por edificaciones del siglo xix.

## Historia

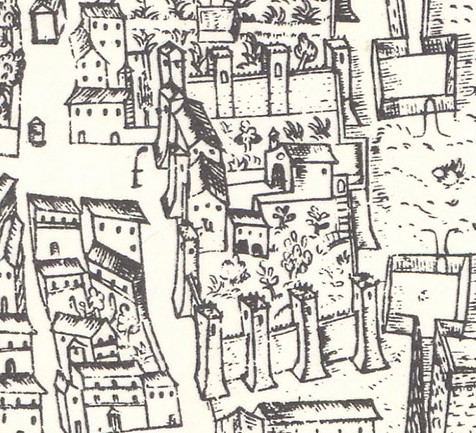
El Castillo del Templo en el plano del canónigo Antonio Buenaventura Guerau (1644)

Durante el emirato de Mubachir Nassir-ad-Dawla, a principios del siglo xii, Madina Mayurqa construyó un segundo recinto amurallado, mucho mayor que el anterior, que contaba con siete u ocho puertas. La que, saliendo de las calles del Sol y de San Francisco, llevaba al Migjorn de la isla, recibió el nombre de Bâb Gumara, debido a que todo el sur insular era dominado por la tribu bereber de los Gumara y la puerta llevaba a sus dominios. Estaba alineada, por tanto, con la actual calle de Ramon Llull. Esta puerta está documentada en el Liber Maiolichinus, y fue destruida durante la cruzada de Mallorca. Cuando reconstruyeron y restauraron la muralla, los mallorquines protegieron aquella parte de la ciudad con la construcción del castillo o almudaina de Gumara, que no sería más que un espacio fortificado.
Después de la Conquista de Jaime I en 1229 sirvió de depósito por el botín, y después del reparto de la isla entre los conquistadores la fortificación tocó en la Orden del Temple. En el Libro del Reparto de Mallorca aparece con el nombre de Almudaina de Gomera, pero rápidamente tomó el nombre de la nueva orden que se había establecido. En 1311 la orden se disolvió, y después de una disputa con la casa real pasó a la Orden del Hospital de San Juan de Jerusalén. En 1345 sirvió de cárcel, y el xvi fue empleado por el Tribunal de la Inquisición. 
El ingeniero militar Martín Gil de Gaínza Echagüe proyectó un cuartel militar, pero la reforma no se completó. Con el tiempo había pasado a ser propiedad del Estado, que la vendió en 1820 y fue pasando de un propietario a otro hasta que en 1853 empezó la parcelación y urbanización de la antigua fortificación. Construida y destruida toda la parte del muro de poniente, en 1886 el médico Tomàs Darder i Ensenyat compró el antiguo recinto e hizo construir y destruir toda la cara sur.  En 1882 adquirió una parte Leocadia de Togores, que instaló un asilo por huérfanas y más tarde fundó la Congregación de las Hijas de la Sagrada Familia para asistir a este asilo, la cual fue la encargada de la reforma y ampliación de la capilla (1885).

### Restauración
En 2004, el inmueble de las torres del templo fue vendido al promotor Fernando Palazuelo un particular, quien solicitó permiso de obra para reformar la vivienda. Ante la falta de protección del edificio, el Consejo de Mallorca aprobó la declaración de Bien de Interés Cultural por el inmueble, si bien la oposición pedía que la protección fuera por todo el antiguo recinto. En 2007, el Ayuntamiento adquirió el inmueble por medio de una permuta y empezó el proceso de redacción del proyecto de rehabilitación. En 2011, el arquitecto Elies Torres i Tur y su equipo elaboraron un proyecto que comportaba la restitución de las torres en su estado originario, destruyendo el cuerpo central (de construcción moderna) y potenciando las torres, pero la comisión de patrimonio del Consell rechazó la propuesta por considerarse demasiado invasiva. El proyecto permaneció abandonado con el cambio de equipo de gobierno en el Ayuntamiento, pero en 2018 se reanudó con la intención de financiar el proyecto con el dinero de la nueva ecotasa . Elies Torres volvió a hacer una propuesta, que volvió a ser rechazada por la comisión de patrimonio del Consell (que tenía la última palabra dada la condición de BIC), la cual exigía mantener el cuerpo central para que el edificio fuese lo más parecido posible al grabado que se conserva del Archiduque al Die Balearen, entendiendo que las sucesivas reformas que sufrió el edificio debían ser preservadas. En 2019 se aprobó la redacción de un nuevo proyecto, que adaptaba la propuesta inicial de Elies Torres, con la intención de que las obras empezaran en 2020. A pesar de la decisión del Consell, hubo asociaciones por la defensa del patrimonio como ARCA que mostraron clara preferencia por el proyecto inicial y contra la nueva propuesta menos invasiva. El proyecto, financiado con la ecotasa, contaba con dos millones de euros, medio de los cuales destinado a la musealización como centro de interpretación de la ciudad medieval musulmana, cristiana y judía. Estaba previsto que las obras empezaran en 2021, pero hasta 2022 no se aprobó la licitación de las obras.

## Comendadores del Temple de Mallorca
- Bertrán de Arlet (oct. 1230)
- Ramón de Serra (junio 1231-nov. 1232)
- Arnau de Cursavell (1234)
- Ramón de Pelalaval (mayo 1236)
- Dalmau de Fenollar (jul. 1240- junio 1242)
- Ramón de Montblanc (abril 1244)
- Bernat de Montlaur (abril 1251)
- Pedro de Àger (1252)
- Pedro de Agramunt (1253)
- Pedro Sánches (1254)
- Pedro de Àger 1255)
- Arnold (1257)
- García Sánches (1258)
- Pedro de Montpalau (1260)
- Pere Des Bach (1262-1263)
- Guillem de Castellví (mayo 1263)
- Ramón de Bastida (1270-mayo 1272)
- Bernat de Rocamora (1274)
- Bernat de Montoliu (dec. 1279)
- Arnold de Torroella (1284)
- Ramón Oliver (jan. 1290)
- Ramón de Bell-lloch (1290)
- Guillermo de Abellares (1294)
- Ramón de Miravalls (1298)
- Bernat de Fonts (1299)
- Pedro de San Justo (0ct. 1300-junio1301)
- Lobo Abrino (1301)
- Ramón de Fonts (1304)
- Arnold de Castellví (1307)

La Almudaina de Gomera
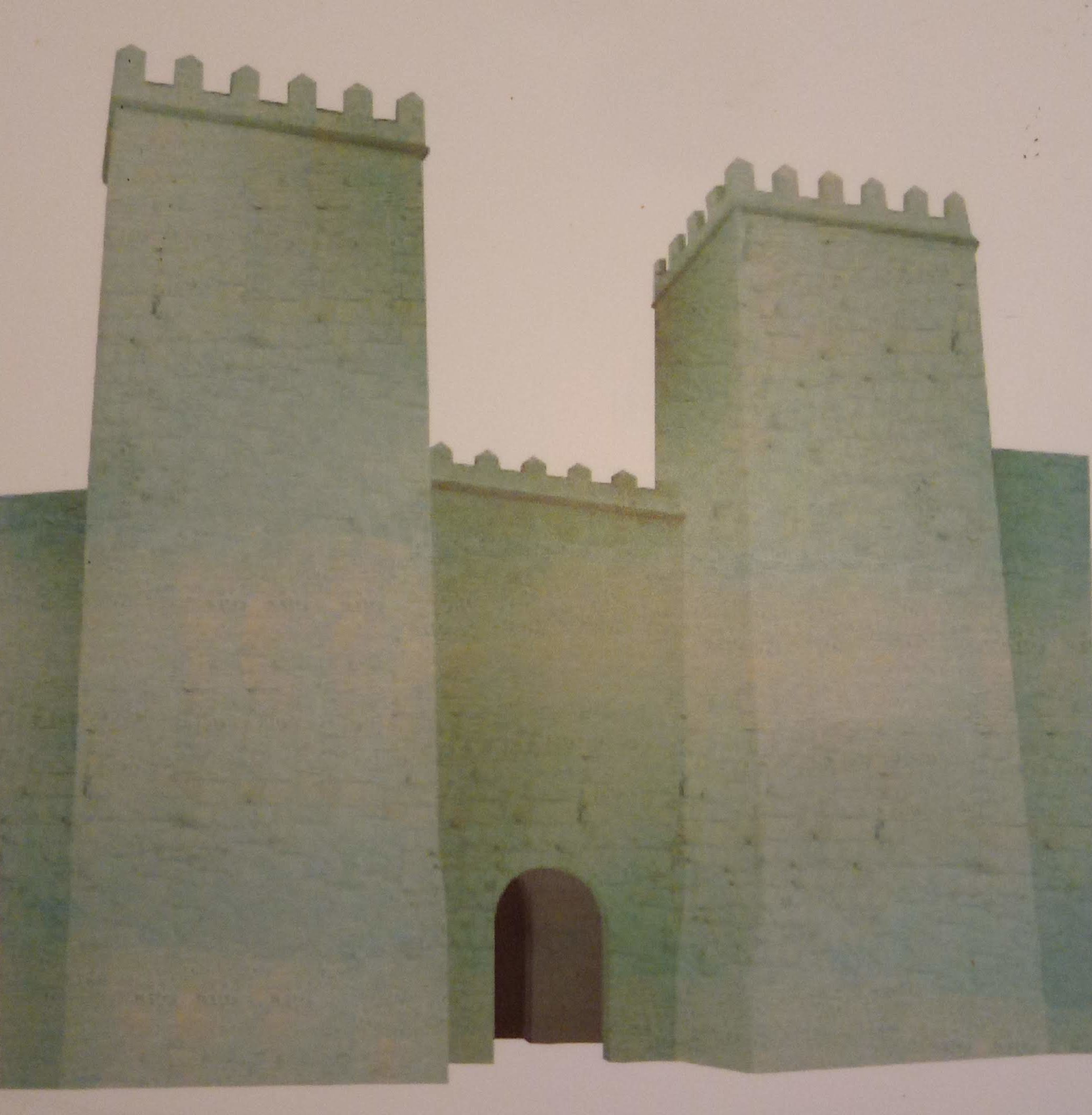
Reconstrucción de las torres de entrada a la Almudaina de Gomera en el siglo XII
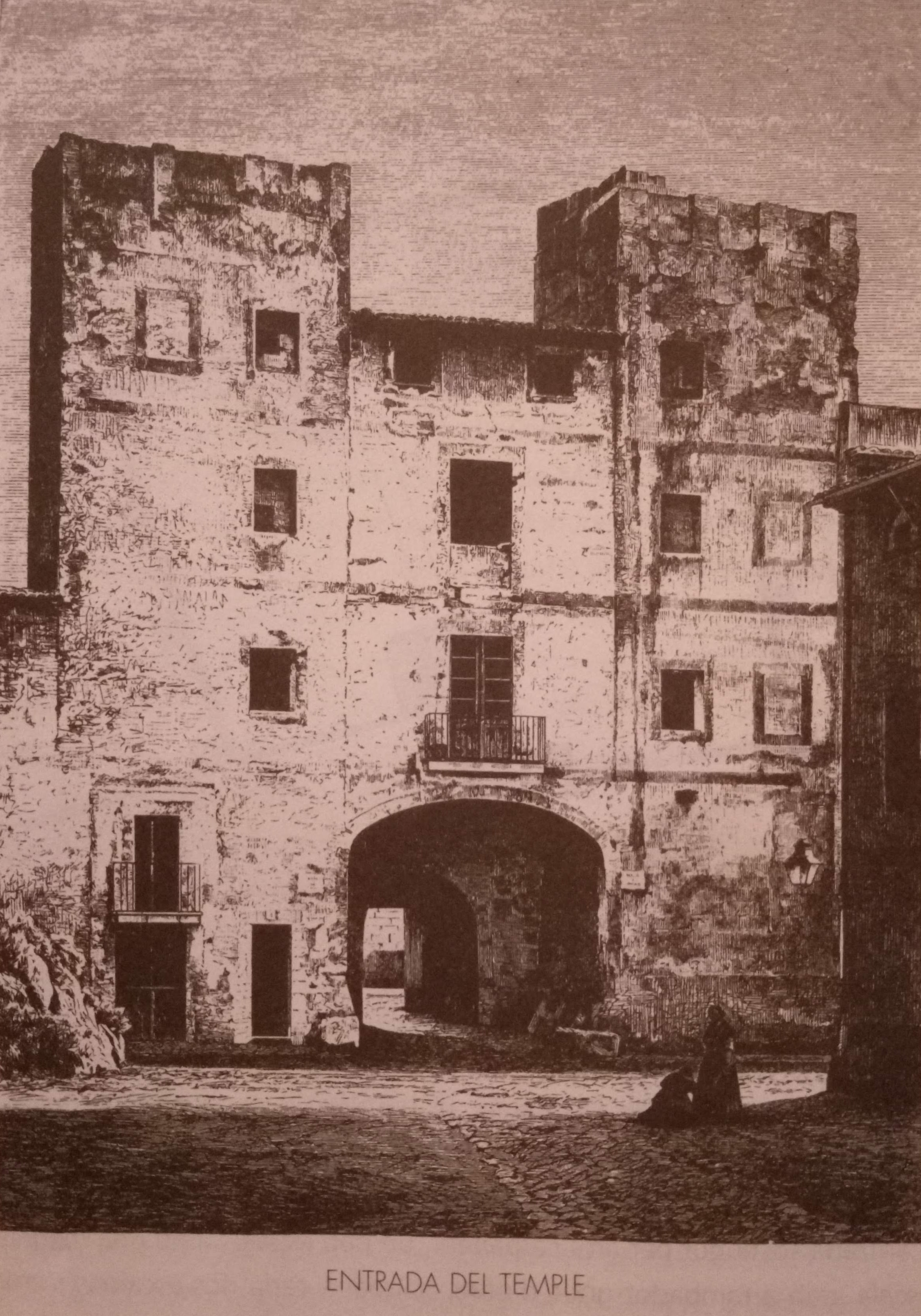
Grabado del Archiduque Luis Salvador de las Torres del Temple el 1882
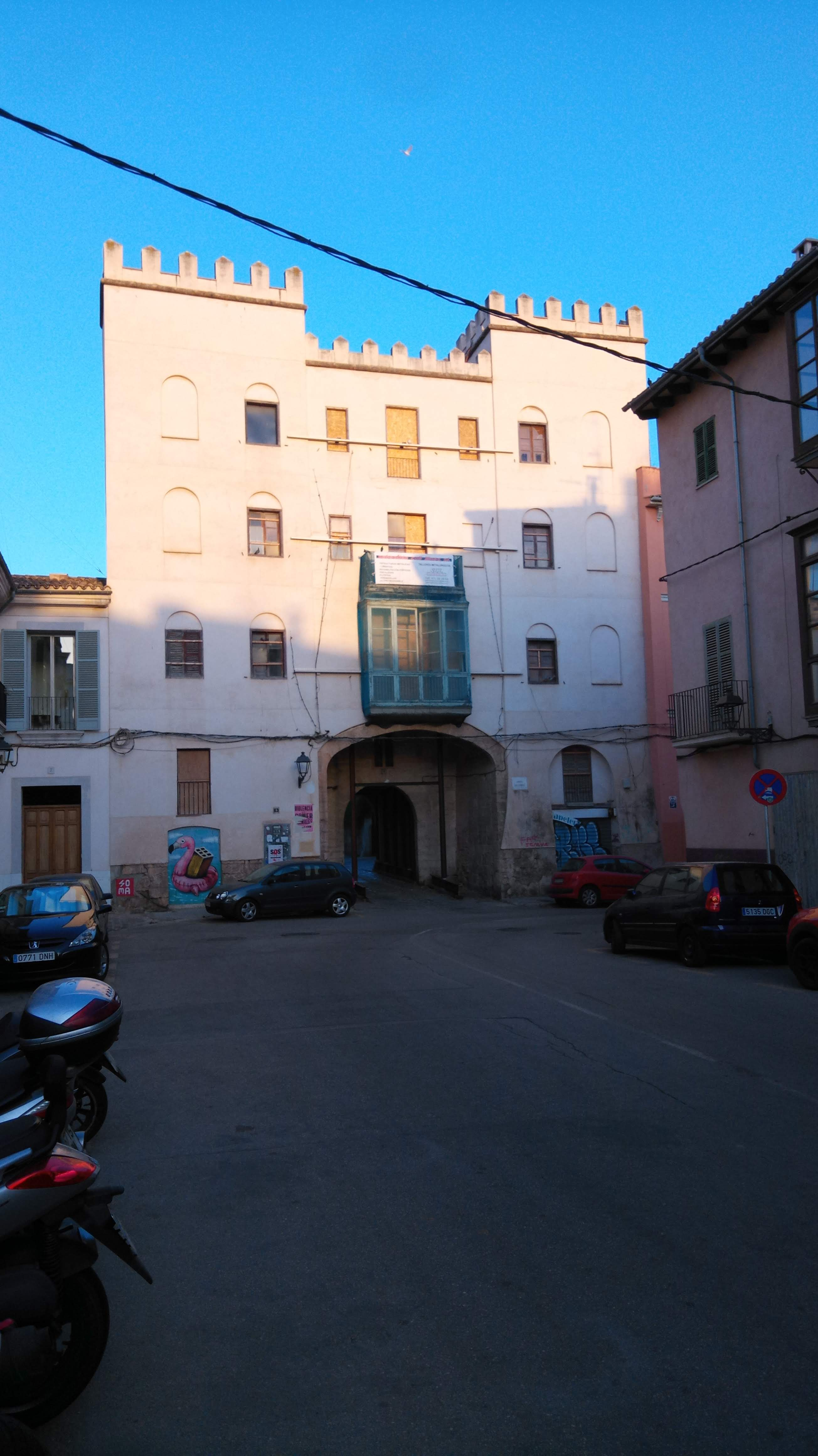
Las Torres del Temple el 2021, antes de la restauración
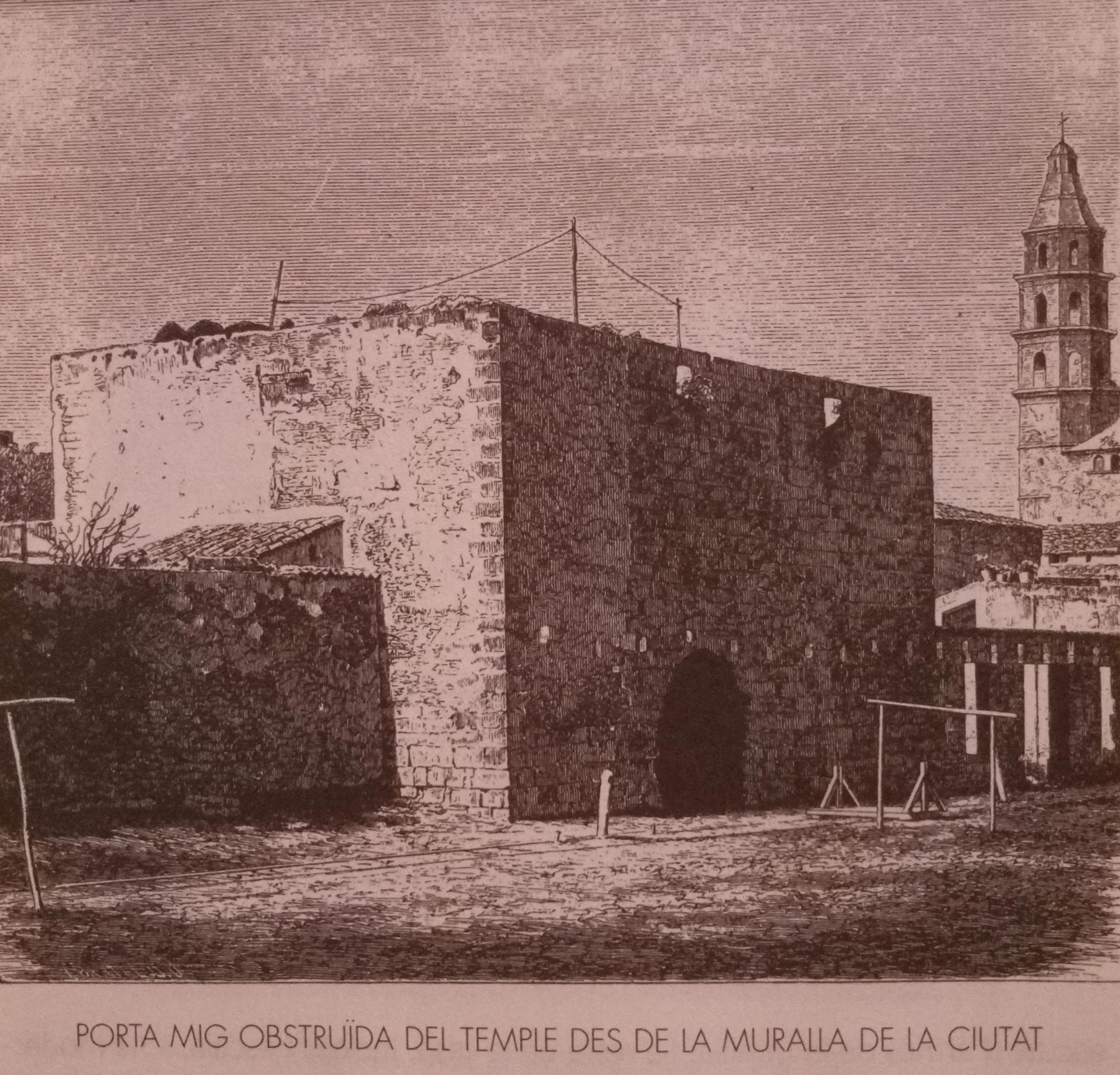
Grabado del archiduque del portal exterior, sin la nueva capella y con el terraplén
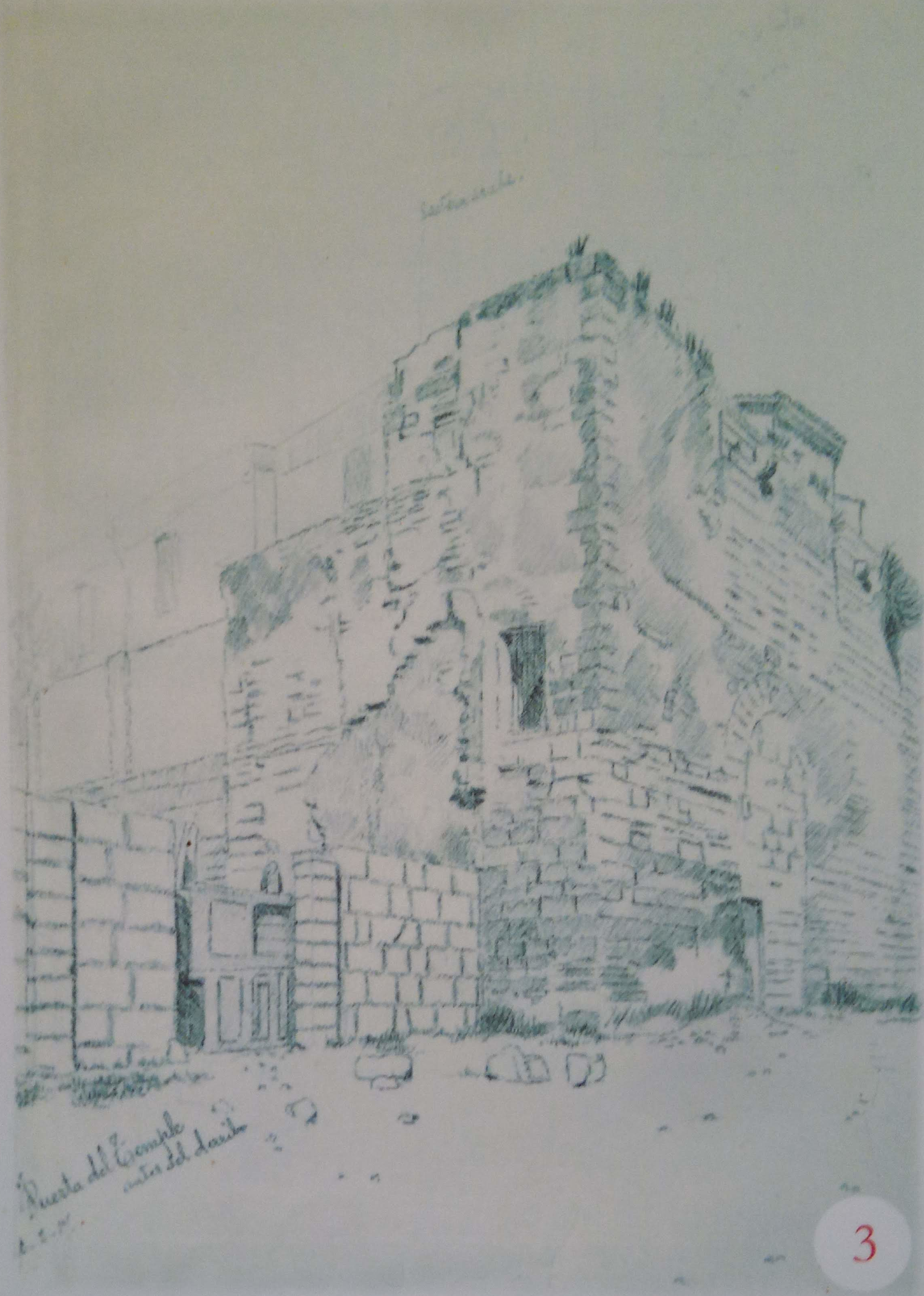
Dibujo de Rafael de Ysasi con la nueva capilla y sin el terraplén
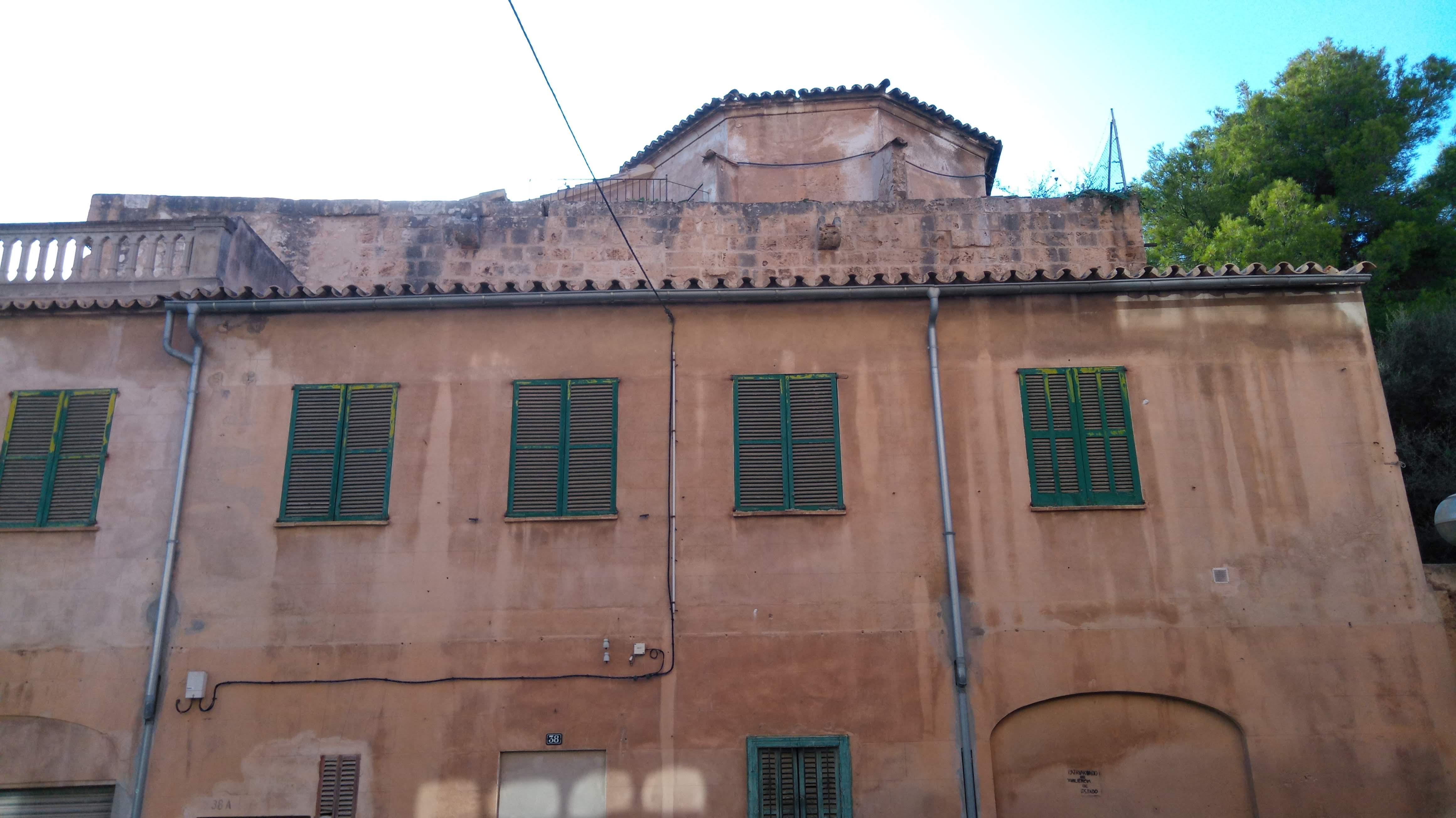
Actualmente, el portal esta obstruido por una casa